# Alexandre Baloud
« Baloud » redirige ici. Pour les articles homophones, voir Baloo et Balou.
Alexandre Baloud, né le 21 novembre 1940 à Neuilly-sur-Seine, est un journaliste et présentateur français. Il est notamment connu pour avoir travaillé à Europe 1 et à RTL dont il a été directeur de la rédaction.
Il a présenté régulièrement le journal télévisé « INF2 » à 20 heures de la deuxième chaîne de l'ORTF en 1972 et 1973. Il rejoint en 1987 la chaine M6, en tant que Directeur de l'information de la chaîne jusqu'en juin 1992. Il est connu aussi pour avoir présenté l'émission Mystères sur TF1, de 1992 à 1994.
Il reste titulaire à titre honorifique, sur TF1, mais après 1994, on ne lui confiera aucun projet sur cette chaine. 
Après son départ de l'émission Mystères, en 1994, Alexandre Baloud va avoir des difficultés à trouver une émission de journalisme ou de médias, car souvent, il n'était plus pris au sérieux, et du fait que de nombreux professionnels du « métier » l'évitent désormais, ou ne souhaitaient pas être associés avec lui. Il expliquera qu'il n'était que simplement le présentateur de l'émission Mystères, et que cette fonction n'entachait en rien sa déontologie de journaliste, et que si ce n'était pas lui qui avait présenté cette émission, un autre aurait pris la place, et cet autre serait un journaliste, car l'unité des programmes de TF1 recherchait un journaliste pour le poste.      
Il a également présenté en 2002 Pluriel, l'émission politique de Radio Orient, présentée aujourd'hui par Loïc Barrière.
Il est retraité depuis 2003, et vit actuellement à Neuilly-sur-Seine.
Il a été candidat aux élections municipales à Neuilly en 2014 sur la liste divers droite « Unis Pour Neuilly » menée par Franck Keller. Il est vice-président du comité de représentation des actionnaires de LCL (Crédit lyonnais), depuis 2013. 